# Моррисон, Клинтон
Клинтон Уберт Моррисон (англ. Clinton Hubert Morrison; род. 14 мая 1979, Тутинг, Большой Лондон) — ирландский футболист, нападающий.

## Клубная карьера
Моррисон дебютировал за «Кристал Пэлас» 10 мая 1998 года, выйдя на замену в матче с «Шеффилд Уэнсдей» и забив гол. В  сезоне 1998/99 Клинтон отличился 13 раз, а в следующем сезоне забил по 14 мячей.
В сезоне 2001/02 Моррисон забил 24 гола, после чего был приобретен «Бирмингем Сити», выступавшим в Премьер-лиге.
Пребывание в «Бирмингеме» выдалось довольно неудачным для Клинтона - только 14 мячей в 87 матчах чемпионата. 24 августа 2005 он вернулся в «Кристал Пэлас». За три года в «Пэлас» форвард забил 41 мяч в чемпионате, а по общему количеству забитых за клуб голов - 113, стал пятым игроком в истории команды.
В конце сезона 2007/08 у Моррисона заканчивался контракт с «Кристал Пэлас», и он выразил желание его продлить. Однако главный тренер, Нил Уорнок сказал, что гарантировать форварду место в основе не может, и Клинтон 7 августа подписал двухлетнее соглашение с «Ковентри Сити», предложившим ему лучшие финансовые условия.
Клинтон в сезоне 2008/09 выступал в футболке под номером 19, на которой между «единицей» и «девяткой» стоял знак «плюс» (таким образом, на футболке была надпись «1+9»). Причиной этому было то, что сумма 1 и 9 равнялась 10, номеру Моррисона в «Кристал Пэлас». В сезоне 2009/10 Клинтон выступал уже в футболке с номером 11.
В конце сезона 2009/10 Моррисон выразил желание продлить контракт, но «Ковентри Сити» не выразил желания его пролонгировать.
В июле 2010 Клинтон подписал двухлетний контракт с «Шеффилд Уэнсдей», только что вылетевшим в Первую лигу. Он забил в первом же матче за новый клуб. К концу сезона 2010/11 Моррисон в связи с приходом нового главного тренера и игроков потерял место в составе «Уэнсдей».
Моррисон в сентябре 2011 перешёл в аренду сроком на 1 месяц в «Милтон-Кинс Донс». Он провел 6 матчей и отличился 3 раза.
В марте 2012 Клинтон присоединился к «Брентфорду» до конца сезона на правах аренды.
После окончания контракта с «Шеффилд Уэнсдей» Моррисон присоединился к «Колчестер Юнайтед».

## Карьера в сборной
Помимо сборной Англии, страны, где он родился, Клинтон мог выступать за сборные Ямайки, Тринидада и Тобаго или Ирландии. Он выбрал сборную Ирландии, потому что его бабушка была из Дублина.
За сборную Моррисон дебютировал 15 августа 2001 в матче со сборной Хорватии, выйдя на замену и отличившись забитым мячом. Клинтон был включен в заявку на чемпионат мира 2002 в Японии и Корее, но не провел на турнире ни одной игры.
Первый гол в официальной встрече Моррисон провел в сентябре 2002 в ворота сборной России. Клинтон стал ведущим игроком сборной в матчах квалификации к чемпионату мира в Германии, забив 3 мяча. Однако ирландцы заняли 4 место в группе и на турнир не попали.

### Голы за сборную
| # | Дата            | Стадион                            | Соперник        | Счёт | Итог матча | Турнир                    |
| - | --------------- | ---------------------------------- | --------------- | ---- | ---------- | ------------------------- |
| 1 | 15 августа 2001 | Лэнсдаун Роуд, Дублин, Ирландия    | Хорватия        | 2:0  | 2:2        | Товарищеский матч         |
| 2 | 27 марта 2002   | Лэнсдаун Роуд, Дублин, Ирландия    | Дания           | 3:0  | 3:0        | Товарищеский матч         |
| 3 | 7 сентября 2002 | Стадион Динамо, Москва, Россия     | Россия          | 3:2  | 4:2        | Отборочный турнир ЧЕ-2004 |
| 4 | 12 февраля 2003 | Хэмпден Парк, Глазго, Шотландия    | Шотландия       | 0:2  | 0:2        | Товарищеский матч         |
| 5 | 19 августа 2003 | Лэнсдаун Роуд, Дублин, Ирландия    | Австралия       | 2:1  | 2:1        | Товарищеский матч         |
| 6 | 4 сентября 2004 | Лэнсдаун Роуд, Дублин, Ирландия    | Республика Кипр | 1:0  | 3:0        | Отборочный турнир ЧМ-2006 |
| 7 | 8 сентября 2004 | Санкт-Якоб Парк, Базель, Швейцария | Швейцария       | 0:1  | 1:1        | Отборочный турнир ЧМ-2006 |
| 8 | 26 марта 2005   | Рамат-Ган, Рамат-Ган, Израиль      | Израиль         | 0:1  | 1:1        | Товарищеский матч         |
| 9 | 29 мая 2013     | Лэнсдаун Роуд, Дублин, Ирландия    | Китай           | 1:0  | 1:0        | Товарищеский матч         |